# Château-Naillac
Château-Naillac, situé sur la commune du Blanc (Indre), est un des derniers châteaux parmi les deux qui gardaient la vallée de la Creuse au XIIe siècle, le second disparu étant le donjon en Poitou. C'est l'un des rares exemples de donjons jumeaux connu. Ces donjons sans contreforts et à murs lisses, ont leurs côtés parallèles. Ils sont implantés sur deux axes indépendants et parallèles, opérant un décrochement. Après 1714, ils ont été reliés par un bâtiment bas.

## Histoire
Le nom du château est à mettre en relation avec la famille noble de Naillac, seigneur du Blanc (aussi du Bouchet et de Gargilesse) aux XIIIe – XVe siècles.
Le financier Claude Dupin (arrière-grand-père de George Sand par sa première femme) et sa deuxième épouse Louise de Fontaine se rendent acquéreurs du marquisat du Blanc et de la châtellenie de Cors, le 24 avril 1738, précédemment propriété de la comtesse de Parabère (1693-1755), maîtresse du Régent. Le marquisat du Blanc comprend le château-Naillac, les châteaux de Roche, de Rochefort (sans doute -sur-Creuse, à Sauzelles ; en tout cas pas Romefort), de Cors, de Forges, et des propriétés, fermes, étangs et terres, le montant total de l'acquisition s'élevant à 555 000 livres. Le château-Naillac étant peu confortable car les bâtiments servaient de prison, M. et Mme Dupin achètent également le 23 novembre 1748, l'hôtel particulier du bailli Louis Fontenettes, dans la ville basse du Blanc, sur la Grande-Place en face du couvent des Augustins, pour 8 000 livres. Cette dernière résidence accueille donc les nouveaux propriétaires du marquisat, pendant leurs séjours irréguliers au Berry. Cet hôtel prendra le nom de « Maison de la Marquise », en l'honneur de Madame Dupin, qui est venue quelques fois au Blanc.
Madame Dupin n'ayant pas de postérité, elle lègue le marquisat du Blanc en 1799, dont le château-Naillac, à son petit-neveu, Auguste-Louis Vallet de Villeneuve, né à Paris le 4 août 1779. Le frère d'Auguste est René Vallet de Villeneuve, propriétaire du château de Chenonceau. Auguste Vallet de Villeneuve a le titre de baron. Il est chef d'escadron, trésorier de la garde nationale depuis 1809 et receveur municipal de la ville de Paris dès 1801. Sa résidence à Paris se situe au no 11 rue d'Anjou-Saint-Honoré. Il a épousé Laure de Ségur (1778-1812), fille du comte Louis-Philippe de Ségur et dont la nièce n'est autre que la romancière Sophie Rostopchine, comtesse de Ségur (1799-1874). Le baron Auguste Vallet de Villeneuve meurt dans son château de la ville du Blanc, le 24 octobre 1837.
Le château-Naillac devient en 1986 le siège de l'Écomusée de la Brenne et abrite l'exposition permanente : Des hommes, un pays, une histoire.

## Protection
Les façades et toitures du château, les caves situées sous le donjon Nord, les vestiges de la première enceinte du château (haute-cour) : courtines, tours et portails d'entrée Nord et Sud, les vestiges de la tour ronde subsistant de la deuxième enceinte du château (basse-cour) (cad. 1972 AE 524, 525, 537) sont inscrits aux titre des monuments historiques par arrêté du 17 septembre 1986.